# Elecciones federales de México de 2024 en el Estado de México
Las elecciones federales de México de 2024 en el Estado de México se llevarán a cabo el domingo 2 de junio de 2024⁩, y en ellas se renovarán los siguientes cargos de elección popular:
- 40 diputados federales. Miembros de la cámara baja del Congreso de la Unión. Veinticuatro elegidos por mayoría simple. Todos ellos electos para un periodo de tres años a partir del 1 de septiembre de 2024 con la posibilidad de reelección por hasta tres periodos adicionales.

## Resultados electorales

### Elección presidencial
|  | 48.67 % |

|  | 60.60 % |

|  | 6.33 % |

|  | 5.59 % |

|  | 11.66 % |

|  | 26.50 % |

|  | 13.36 % |

|  | 1.47 % |

|  | 10.71 % |

|  | 0.13 % |

|  | 97.94 % |

|  | 2.06 % |

|  | 100.00 % |

|  | 64.82 % |

### Elección de Senadores
|  | 44.76 % |

|  | 56.35 % |

|  | 7.10 % |

|  | 4.49 % |

|  | 12.77 % |

|  | 30.87 % |

|  | 16.15 % |

|  | 1.95 % |

|  | 9.97 % |

|  | 0.08 % |

|  | 97.27 % |

|  | 2.73 % |

|  | 100.00 % |

|  | 64.63 % |

### Camara de Diputados
|  | 43.54 % |

|  | 7.42 % |

|  | 4.52 % |

|  | 12.47 % |

|  | 16.50 % |

|  | 10.03 % |

|  | 2.13 % |

|  | 0.1088 % |

|  | 100 % |

|  | 64.4447 % |

## Resultados por distrito electoral

### Distrito 32. Valle de Chalco Solidaridad
| Candidato                    | Candidato              | Candidato                    | Partido/Coalición                    | Votos | Porcentaje |
| ---------------------------- | ---------------------- | ---------------------------- | ------------------------------------ | ----- | ---------- |
| Evelyn Martínez Landín       |                        | Evelyn Martínez Landín       | Partido Acción Nacional              | —     | —          |
| Dulce Gloria Martínez García |                        | Dulce Gloria Martínez García | Partido Revolucionario Institucional | —     | —          |
| Fredi Juarez Ruiz            |                        | Fredi Juarez Ruiz            | Partido de la Revolución Democrática | —     | —          |
| Leonardo Corona Canchola     |                        | Leonardo Corona Canchola     | Movimiento Ciudadano                 | —     | —          |
| Total de votos válidos       | Total de votos válidos | Total de votos válidos       | Total de votos válidos               |       | —          |